# Taj Mahal (muzician)
Henry St. Claire Fredericks Jr. (n. 17 mai 1942, New York City, New York, SUA), mai cunoscut sub numele său de scenă Taj Mahal, este un muzician american de blues . Cântă la chitară, pian, banjo, muzicuță și multe alte instrumente,  încorporând adesea elemente ale muzicii mondiale în munca sa. Mahal remodelat fundamental definiția și amploarea muzicii blues de-a lungul carierei sale de peste 50 de ani, creând o fuziune cu forme netradiționale de muzică, cum ar fi compoziții din Caraibe, Africa, India, Hawaii și Pacificul de Sud. 